# پارک ملت اسلام‌آباد غرب
پارک ملت یا پارک فرمانداری نام پارکی در شهر اسلام‌آباد غرب است که در تقاطع بلوار یادگار امام و بلوار فرمانداری این شهر قرار دارد و یکی از پارک‌های قدیمی استان کرمانشاه و شهر اسلام آباد غرب به شمار می‌رود. از این پارک به عنوان مکانی برای برگزاری مسابقه‌ها و نمایشگاه‌های مختلف در این شهرستان استفاده می‌شود.

## تاریخچه
ساخت این پارک در سال  ۱۳۶۸ انجام گرفت. این بوستان در راستای گسترش فضای سبز در شهر و محیطی برای استراحت و تفریح خانواده‌ها و مسافران احداث شد. در ورودی این پارک چندین رستوران وجود دارد که به پذیرایی از گردشگران مشغول هستند.

## امکانات رفاهی
از امکانات این بوستان می‌توان به رستوران، آب‌نما، مبلمان پارک (نیمکت، سطل زباله، آبخوری، پایه چراغ)، فضای سبز (گیاهان پوششی، درخت‌کاری، رز و درختچه، گل و گل‌کاری)، سالن مطالعه، کتابخانۀ عمومی و ... اشاره کرد. همچنین این پارگ دارای سرویس‌های بهداشتی، وسایل بازی برای کودکان و روشنایی در شب است.

## یادکردها
1. ↑  «نسخه آرشیو شده». بایگانی‌شده از اصلی در ۱۲ اکتبر ۲۰۱۷. دریافت‌شده در ۱۰ مه ۲۰۱۷.
2. ↑  [پیوند مرده]